# Бавінкель
Бавінкель (нім. Bawinkel) — громада в Німеччині, розташована в землі Нижня Саксонія. Входить до складу району Емсланд. Складова частина об'єднання громад Ленгеріх.
Площа — 20,34 км2. Населення становить 2593 ос. (станом на 31 грудня 2021).